# William Brennaugh
William Thomas Edmund "Billy" Brennagh (født 13. august 1877, død 23. oktober 1934) var en canadisk lacrossespiller, som deltog OL 1904 i St. Louis.
Brennagh var født i England, men rejste til Canada som ung, og her begyndte han sammen med sine tre brødre at spille lacrosse. Han kom til at spille for Shamrock Lacrosse i Winnipeg med hvilken, han var med til at vinde provinsmesterskabet i 1903, og han var med dette hold til OL 1904 i St. Louis.
Fire hold var meldt til turneringen ved OL, to canadiske og to amerikanske, men det amerikanske hold fra Brooklyn Crescents blev udelukket, da de havde betalte spillere på holdet. Shamrock-holdet gik direkte i finalen, hvor de mødte det amerikanske hold fra St. Louis Amateur Athletic Association. Shamrock vandt kampen klart med 8-2.
Brennagh var maskinarbejder og flyttede til Port Arthur, Ontario, for at arbejde i dette fag. Han spillede i en periode lacrosse for det lokale hold der.